# 阿基夫·佩尔梅蒂
阿基夫·佩尔梅蒂（1884年11月28日—1945年4月14日）是阿尔巴尼亚军官及政治人物，曾于阿尔巴尼亚意占时期担任国防部长。1944年，他被阿尔巴尼亚民主政府逮捕，一年后被判死刑，并于4月14日在地拉那被处决。

## 个人生平
1884 年左右，佩尔梅蒂出生在佩爾梅特,当时此地由奥斯曼帝国贾尼纳维拉耶管辖。他曾在伊斯坦布尔的一所军校就读。1915年，佩尔梅蒂移居美国。后来，他回到欧洲，指挥美国陆军的一个阿尔巴尼亚裔营。
1920年，佩尔梅蒂回到阿尔巴尼亚，支持新生的德尔维纳政府。随即，他加入阿尔巴尼亚军队，并在阿尔巴尼亚南部担任司令。1924年，就任地拉那宪兵司令。同年，由于艾哈迈德·佐古发动政变，佩尔梅蒂随范·S·诺利逃离祖国，但他后来又独自回国。同佐古达成和解后，佩尔梅蒂被派遣至斯库台指挥当地部队。1929年，佩尔梅蒂创办了一家军事出版社；1934年，任职于阿尔巴尼亚教育部。
佩尔梅蒂继续在军中服役，直至1939年4月義大利入侵阿爾巴尼亞。随即，他被意方任命为阿尔巴尼亚保护国国防部长（任期：1939年4月12日—1943年4月28日）。1943年3月5日，佩尔梅蒂被意军上将伦佐·达尔马佐晋升为将军。
1945年4月，佩尔梅蒂被共产主义者设立的战争罪犯和人民公敌特别法庭判处死刑，并于1945年4月14日执行。